# Abaeté Linhas Aéreas
Abaeté Linhas Aéreas era una compagnia aerea regionale con sede a Lauro de Freitas, vicino a Salvador da Bahia, in Brasile. Fondata nel 1994, ha cessato l'attività nel 2012 e nel 2018 le è stata revocata la licenza da parte dell'Agenzia nazionale per l'aviazione civile del Brasile (ANAC). La compagnia aerea era una filiale di Aerotáxi Abaeté (ora Abaeté Aviação), che nel 2020 ha ripreso i voli commerciali regolari.

## Storia
Le origini di Abaeté Linhas Aéreas risalgono ad Aerotáxi Abaeté, una compagnia aerea di aerotaxi fondata nel 1979. Nel 1994, Aerotáxi Abaeté ricevette l'autorizzazione a fondare una compagnia affiliata chiamata Abaeté Linhas Aéreas, dedicata all'esercizio di servizi di linea. Entrambe le compagnie hanno continuato a offrire servizi come compagnie charter e di linea e talvolta scambiandosi gli aeromobili.
Abaeté Linhas Aéreas aveva iniziato le sue operazioni volando con due Embraer EMB 110 Bandeirante da 14 posti tra l'aeroporto internazionale Dois de Julho (ora ribattezzato aeroporto internazionale Deputado Luís Eduardo Magalhães o semplicemente aeroporto Salvador Bahia) e le città di Bom Jesus da Lapa, Caravelas, Teixeira de Freitas e Guanambi. Nel 2002, a causa della scarsa domanda, chiude la rotta per Caravelas.
Nel 2006, Abaeté aggiunge un terzo Embraer Bandeirante alla flotta commerciale, iniziando a volare tra Salvador e Barreiras, estendendo la rotta fino alla capitale federale Brasilia. Tuttavia, due anni dopo, a causa della Grande recessione, che comportò un aumento dei costi e un'incertezza sul futuro, la compagnia aerea decide di ottimizzare le sue operazioni, ritirando uno dei tre aerei e mantenendo i voli solo per Bom Jesus da Lapa e Guanambi.

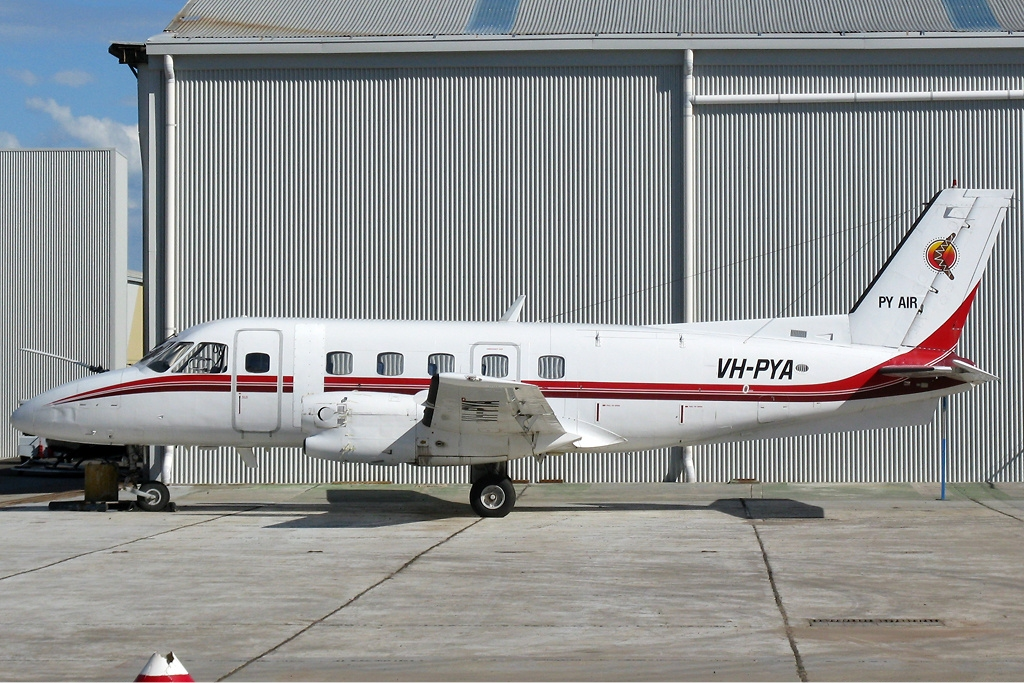
Un Embraer Bandeirante come quelli operati da Abaeté.

Nel febbraio 2012, dopo aver registrato perdite mensili pari a 100.000,00 R$ (57.000,00 USD), Abaeté Linhas Aéreas ha annunciato la sospensione delle sue normali attività commerciali. Le attività della sua società madre, Aerotáxi Abaeté, tuttavia, non sono state interessate.

## Destinazioni
Dopo la sospensione delle operazioni nel febbraio 2012, Abaeté Linhas Aéreas ha operato servizi di linea verso le seguenti destinazioni:
- Bom Jesus da Lapa – Aeroporto Bom Jesus da Lapa
- Guanambi – Aeroporto di Guanambi
- Salvador da Bahia – Aeroporto Internazionale Deputado Luís Eduardo Magalhães

## Flotta
Quando Abaeté Linhas Aéreas sospese le sue operazioni nel febbraio 2012, la sua flotta era composta da 2 Embraer EMB 110 Bandeirante da 14 posti.

## Programma di affinità delle compagnie aeree
Abaeté Linhas Aéreas non disponeva di un programma Frequent Flyer.